# Aeroporto Internazionale di Honolulu
L'Aeroporto Internazionale Daniel K. Inouye (IATA: HNL, ICAO: PHNL, FAA LID: HNL) è il principale aeroporto di Honolulu, nelle Hawaii. È situato a circa 5 km a nord-ovest del downtown di Honolulu. Con i suoi 20 990 932 passeggeri, nel 2018 è il ventinovesimo aeroporto più trafficato degli Stati Uniti.
A partire dal 30 maggio 2017 è ufficialmente intitolato a Daniel K. Inouye, politico hawaiano di origine giapponese che ha rappresentato le Hawaii al Senato degli Stati Uniti dal 1963 fino alla sua morte avvenuta nel 2012.
È l'hub principale della compagnia aerea Hawaiian Airlines e della compagnia di voli cargo Aloha Air Cargo.

## Storia
L'aeroporto venne inaugurato nel marzo del 1927 con il nome di John Rodgers Airport, denominazione che prendeva origine dall'omonimo ufficiale di marina. Fu il primo aeroporto vero e proprio delle Hawaii: in precedenza, infatti, gli aerei atterravano su piccole piste di atterraggio, campi o idroscali.
A seguito dell'attacco di Pearl Harbor, avvenuto il 7 dicembre 1941 a pochi chilometri di distanza da lì, la struttura venne designata come base aerea navale. La marina militare statunitense costruì una torre di controllo e un terminal, e alcuni voli commerciali furono ammessi nelle sole ore diurne. L'aeroporto venne restituito al territorio delle Hawaii nel 1946: all'epoca, con i suoi 4.019 acri (16,26 km²), era uno degli aeroporti più grandi degli Stati Uniti, con quattro piste asfaltate e tre piste per idrovolanti.
Nel 1947 venne ribattezzato Honolulu Airport, nome a cui fu aggiunto il termine "International" nel 1951. Essendo posizionato in pieno oceano Pacifico, fu tappa per molti voli transpacifici. Nel 1950 era il terzo aeroporto più trafficato degli Stati Uniti in termini di operazioni di aeromobili, mentre la sua pista da 13.097 piedi (3.992 metri) nel 1953 venne dichiarata la più lunga al mondo.
L'edificio del terminal originale fu sostituito dal Terminal John Rodgers, che aprì il 14 ottobre 1962. Dal 1970 al 1978, l'architetto Vladimir Ossipoff fu impegnato in un progetto di modernizzazione che rimodellò il terminal.
Il 24 marzo 2006, il governatore delle Hawaii Linda Lingle presentò un programma di ammodernamento di 2,3 miliardi di dollari per i vari aeroporti dello stato delle Hawaii. Di questo denaro, 1,7 miliardi di dollari furono stanziati per l'aeroporto internazionale di Honolulu.

## Terminal
L'aeroporto dispone di tre terminal: Terminal 1, Terminal 2 e Terminal 3. Essi sono collegati fra loro dal Wiki Wiki Shuttle, un servizio gratuito di bus navetta.
L'attuale Terminal 1, precedentemente noto come "Interisland Terminal", aprì nel 1993 e rimpiazzò un precedente terminal costruito nel 1961. Nel 1995 furono aggiunti cinque ulteriori gate agli otto originariamente presenti, portando dunque il totale dei gate a 13. Esso ospita i voli della compagnia aerea Hawaiian Airlines da e per le altre isole hawaiane, per la terraferma statunitense e per l'estero (ad eccezione del Giappone).
L'attuale Terminal 2, precedentemente noto come "Overseas Terminal", aprì il 22 agosto 1962. È composto da 29 gate. Ospita i voli delle compagnie AirAsia X, Air Canada, Air China, Air New Zealand, Alaska Airlines, All Nippon Airways, American Airlines, Asiana Airlines, China Airlines, China Eastern Airlines, Delta Air Lines, Fiji Airways, Hawaiian Airlines (Japan flights), Japan Airlines, Jetstar Airways, Jin Air, Korean Air, Philippine Airlines, Qantas, Southwest Airlines, Sun Country Airlines, United Airlines, and WestJet.
L'attuale Terminal 3, precedentemente noto come "Commuter Terminal" (terminal d'oltremare), aprì il 29 maggio 2018. È il più piccolo fra i tre terminal dell'aeroporto, è una struttura di un solo piano e opera solo con i voli interni della compagnia Mokulele Airlines.

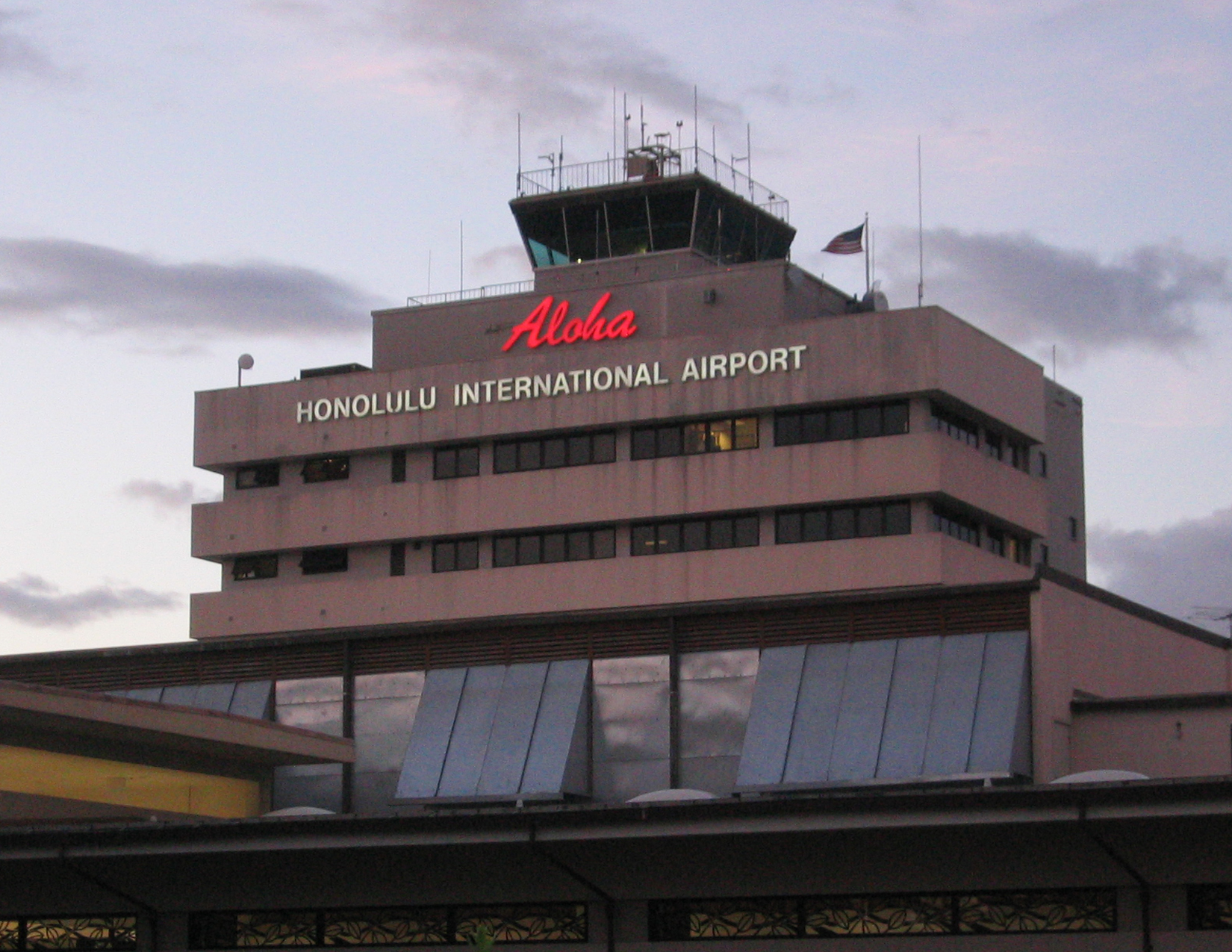
La torre di controllo.